# Радзивилл, Ян (1492)
Ян Николаевич Радзивилл (1492, Гонёндз — 1542, Холхлово) — государственный и военный деятель Великого княжества Литовского, подчаший великий литовский (с 1517), генеральный староста жемайтский (1535—1542), державец марковский (1520—1534), староста слонимский (1512), староста бельский (с 1522) и василишский (с 1523). Последний мужской представитель гонёндзско-мядельской линии рода Радзивиллов.

## Биография
Представитель литовского магнатского рода Радзивиллов герба «Трубы». Сын великого канцлера литовского Николая Радзивилла (ок. 1470—1521) и Эльжбеты Сакович. Братья — епископ жемайтский Николай Радзивилл (ок. 1492—1530) и староста ушпольский Станислав Радзивилл (ум. 1531).
Владел поместьями на территории современной Литвы и на Подляшье. Был старостой василишским (1523) и бельским (1522), державцем марковским (1520—1534). Князь Священной Римской империи на Гонёндзе и Мяделе (1521—1542).
Ян Радзивилл принимал участие в последней войне Польши против Тевтонского ордена (1519—1521). Входил в состав комиссии по разграничению Великого княжества Литовского с Мазовией (1529), Пруссией (1532) и Ливонией (1540—1541).
В 1530—1540-х годах он входил в состав триумвирата (Ян Радзивилл, его дядя Ежи Радзивилл и Альбрехт Гаштольд), который фактически управлял Великим княжеством Литовским в отсутствие польского короля Сигизмунда Старого.
В 1534—1537 годах Ян Радзивилл участвовал в русско-литовской войне.

## Семья
Был женат с 1524 года на Анне Костевич, единственной дочери и наследнице воеводы витебского и подляшского Януша Костевича (ум. 1527) и Марианны Угровской. Супруги имели трёх дочерей:
- Анна Радзивилл (1525—1600), жена воеводы витебского Станислава Петровича Кишки (ум. 1554), во втором браке жена Кристофа Андреевича Садовского, врадника коденского и кривоберского (королевский замок Кривая Берва), старосты Остринского, внука князя Ивана Сангушковича из Гедиминовичей.
- Петронелла Радзивилл (1526—1564), жена воеводы полоцкого Станислава Довойны (ум. 1573)
- Эльжбета Радзивилл (ум. 1565), жена воеводы русского Иеронима Сенявского (1519—1582).